# Episodi di Mayans M.C. (seconda stagione)
La seconda stagione della serie televisiva Mayans M.C., composta da 10 episodi, è stata trasmessa in prima visione negli Stati Uniti d'America sul canale via cavo FX dal 3 settembre al 5 novembre 2019.
In Italia, la stagione è andata in onda a partire dal 9 gennaio al 12 marzo 2020 su Fox. 
| nº | Titolo originale | Titolo italiano | Prima TV USA      | Prima TV Italia  |
| -- | ---------------- | --------------- | ----------------- | ---------------- |
| 1  | Xbalanque        | Xbalanque       | 3 settembre 2019  | 9 gennaio 2020   |
| 2  | Xaman-Ek         | Xaman-Ek        | 10 settembre 2019 | 16 gennaio 2020  |
| 3  | Camazotz         | Camazotz        | 17 settembre 2019 | 23 gennaio 2020  |
| 4  | Lahun Chan       | Lahun Chan      | 24 settembre 2019 | 30 gennaio 2020  |
| 5  | Xquic            | Xquic           | 1 ottobre 2019    | 6 febbraio 2020  |
| 6  | Muluc            | Muluc           | 8 ottobre 2019    | 13 febbraio 2020 |
| 7  | Tohil            | Tohil           | 15 ottobre 2019   | 20 febbraio 2020 |
| 8  | Kukulkan         | Kukulan         | 22 ottobre 2019   | 27 febbraio 2020 |
| 9  | Itzam-Ye         | Itzam-Ye        | 29 ottobre 2019   | 5 marzo 2020     |
| 10 | Hunahpu          | Hunahpu         | 5 novembre 2019   | 12 marzo 2020    |